# ビル・リード
ウィリアム（ビル）・ロナルド・リード（William (Bill) Ronald Reid, 1920年1月12日 - 1998年3月13日）は、カナダの美術家。カナダ北西沿岸先住民（かつて北西沿岸インディアンと呼称されてきた人々）のうち、特にハイダ族の伝統芸術様式を復興させ、今日の世代に受け継いだ芸術家であり、彫刻（木彫、ブロンズ）、宝飾品、絵画、シルクスクリーンなどの分野で活躍した。

## 経歴
ビル・リードは1920年にビクトリアで生まれた。父親はスコットランド・ドイツ系のアメリカ人で、母親はハイダ・グワイ（クィーンシャーロット諸島）出身のハイダ族に属する先住民だった。彼の子供時代は先住民の世界との接触はほとんどないまま、ごく普通の白人の子供として育てられた。これは母親の考えによるものだったという。カレッジ中退後、太くよくとおる声をもっていた彼はラジオ放送局のアナウンサーとしての職を得た。1943年、彼は23歳になって、母親の故郷、ハイダ・グワイにあるスキダゲット村を訪れる機会があり、そのとき、祖父チャールズ・グラッドストーンからハイダ族の伝統的な彫刻技法を教えられ、大きな影響を受けた。このチャールズ・グラッドストーンはチャールズ・イーデンショーというハイダ族のなかでももっとも著名な彫刻家から彫刻技法を受け継いでいた。しかし、リードはこの時点においてはアナウンサーとしてよりよい職を求め、カナダ最大の都市トロントでカナダ放送協会 (CBC) へ移っていった。
トロントへ移ったリードはアナウンサーとしての仕事をしながら、母の村、祖父から受けた影響を忘れずに、トロントのロイヤル・オンタリオ博物館にある北西沿岸先住民のトーテムポールをはじめとする多くの所蔵物の研究を続けた。彼は、また同時に、欧米様式の宝石制作の技法をライアソン・インスティチュート・オブ・テクノロジー（現在のライアソン大学）で学び、また宝飾制作の徒弟として修行も積んだ。CBCで働くリードは、全国放送も担当し、カナダでもよく知られたアナウンサーとなっていった。
1951年、リードはトロントからCBCのバンクーバー支局へ転勤となり、バンクーバー市内の博物館の収蔵物をもとに、さらにハイダ族の伝統的な芸術様式を研究し始め、とくにチャールズ・イーデンショーの作品を研究した。また、宝石制作のために自分の工房を開き、欧米風のデザインを基調とした金、銀細工の制作を始めている。この間、放送局でのアナウンサーとしての職はそれまで通り続けた。
州立ブリティッシュコロンビア大学では第二次世界大戦前から北西沿岸一帯の先住民の彫刻柱やカヌーなどの収集と保存を行ってきていたが、1949年になって、大学構内にトーテムパークと呼ばれる一画が設けられ、そこにクワキウトル族のトーテムポールなどが立てられ、それをクワキウトル族の彫刻者で経験豊かなマンゴー・マーティンが担当した。このクワキウトル族のトーテムポールのコーナーが完成したのち、ビル・リードは同じトーテムパーク内にハイダ族の大型住居、墓家などが伝統的な様式に基づいてハイダ村を建設することを提案した。付帯する各種のトーテムポールも同時に彫刻しようという、大規模な計画であった。しかし、この提案は資金面の問題からすぐには実施に移されることはなかった。
リードがトーテムポールの彫刻に関わり始めたのは、ビクトリアの州立博物館のトーテムポールの複製の制作においてだった。1956年に、トーテムパークの仕事を終えてビクトリアへ移っていたマンゴー・マーティンの指導を受け、ここにおいて初めて本格的に大型彫刻柱の経験をもつこととなった。さらにここでクワキウトル族の彫刻者でマーティンの助手を務めていたダグラス（ダグ）・クランマーと知り合っている。
ハイダ族の村の再現計画は1959年春に始まり、その担当者にはビル・リードが選ばれ、ダグ・クランマーがともに働くこととなった。このプロジェクトでは6本のハイダ族の様式の大型トーテムポールが彫刻された。2本は家屋柱で、大型住居と墓家の正面中央に付属柱として建立された。2本は墓棺柱で、1本は単柱型、もう1本は双柱型である。1本は記念柱で、基部にはビーバー、そして頂上にはワタリガラスが彫られた。さら大型住居の内部を飾る家柱があるが、これは普段は見ることができない。また、これらの典型的な彫刻柱とは別に、2基の横型記念像（ホリゾンタル・メモリアル）も彫られ、1基は家屋前に、もう1基はトーテム公園からは離れた新渡戸稲造記念庭園の近くに置かれた。ハイダ村の完成式は1962年6月25日に行われた。
ビル・リードはブリティッシュコロンビア大学でのプロジェクトのあと、1962年に同じバンクーバー市内のスタンレー公園に保存展示されていたハイダ族のトーテムポールの複製を制作した。スタンレー公園には、今日のトーテムポール展示地区（ブロックトン・ポイント）とは別の場所に、各地の先住民の村から購入し、移動されたトーテムポール群があったが、そのうちのひとつはハイダ・グワイのスキダゲット村から持ってこられた墓棺柱だった。スケダンと呼ばれたチーフを埋葬するために彫られた単柱式の墓棺柱は長い年月の末には朽ち果ててしまっていた。市の公園局からの注文を受けたリードはこの墓棺柱を、オリジナルと古い写真をもとに、正確に復元し、今日に至るまで公園のもっとも人気のあるトーテムポール]として知られているが、現在では保存を目的として、本来の姿とはかなり異なったペンキによる塗装がされている。
リードはこのスタンレー公園の墓棺柱を彫刻したあとは、金や銀による細工、小型の木彫、アルジェライト（黒色粘板岩）の彫刻、ブロンズ彫刻、シルクスクリーンのプリントなど多彩なメディアで活躍し、ハイダ族の神話に基づく大規模な彫刻作品も多く残している。トーテムポールの彫刻としては1978年に母親の村スキダゲットに建立された超大型の家屋柱がある。
1980年代から1990年代にかけて、ビル・リードは3つの大きな彫刻を残している。一つは『ワタリガラスと最初の人々』という木彫で、ブリティッシュコロンビア大学の附属人類学博物館で見ることができる。二つ目は『海底世界のチーフ』と呼ばれるシャチのブロンズ像で、バンクーバー市内スタンレー公園にある水族館の前を飾っている。最後で最大の作品となったのは『ハイダ・グワイの精神』と呼ばれるブロンズの伝統的なカヌーに乗るハイダ族の群像で、二つが鋳造され、一つはワシントン特別区にあるカナダ大使館の前に置かれた『ブラック・カヌー』、もう一つはバンクーバー国際空港の出発ロビーに置かれた『ジェード・カヌー』である。
ビル・リードは1998年3月13日、パーキンソン病がもとでバンクーバーで亡くなった。同年7月、彼の遺志により、遺灰はハイダ・グワイのタヌー島に伝統的な儀式のもとに葬られた。タヌー島は彼の母親の先祖の島である。この埋葬において、遺灰はハイダ族様式のカヌー、ルータアス号に乗せて運ばれた。このカヌーは1986年に、リード自身がバンクーバーで開催された国際交通博覧会のために彫ったものであった。北西沿岸先住民たちが使った伝統的なカヌーはベイスギを使った大型のカヌーで、原木を彫刻してから、湯を使って幅を広げ、仕上げには所有者の紋章などが描き込まれた。

## 主な作品

### 木彫

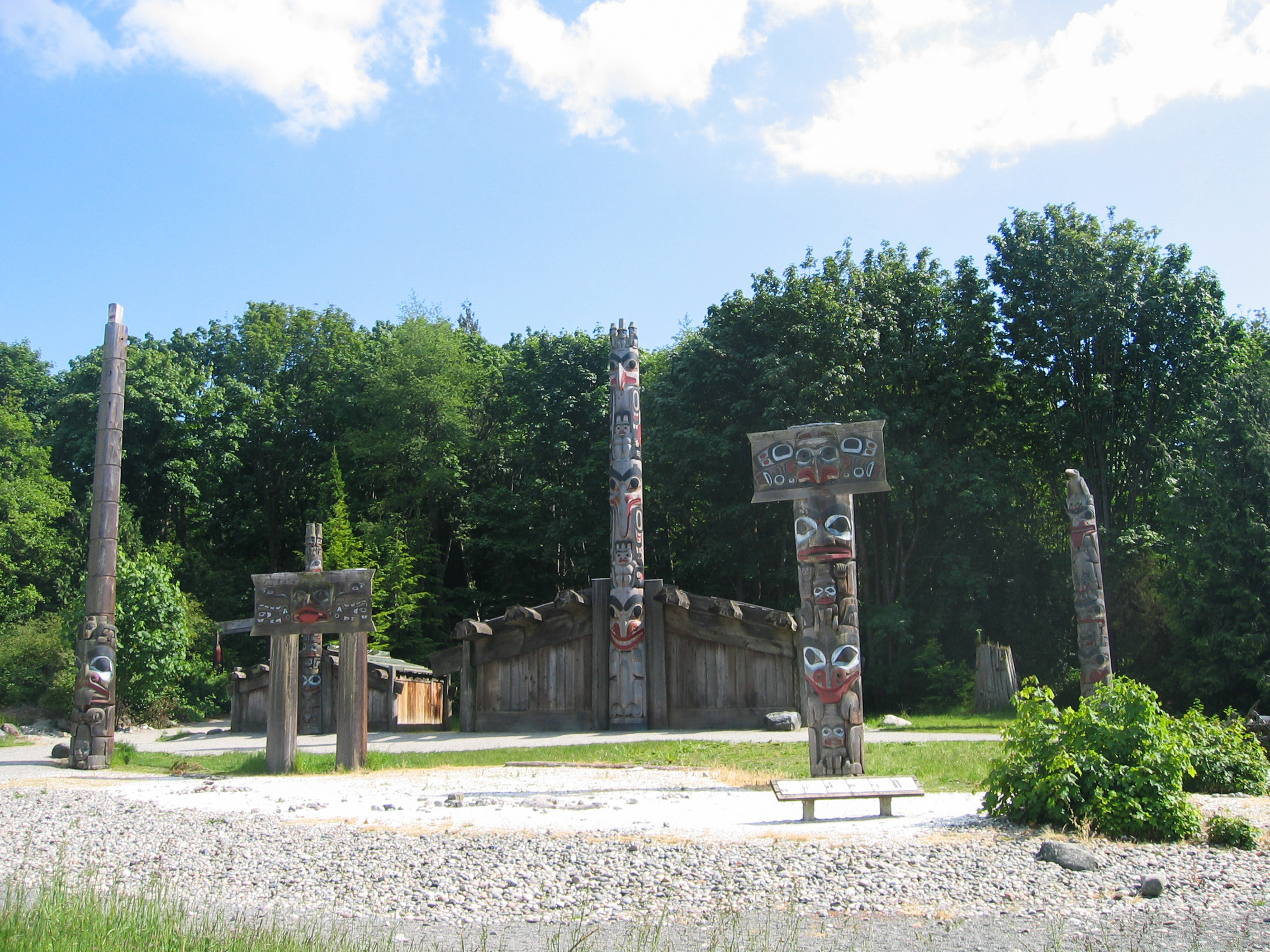
トーテムポールとハイダ・ハウス（ブリティッシュコロンビア大学附属人類学博物館）

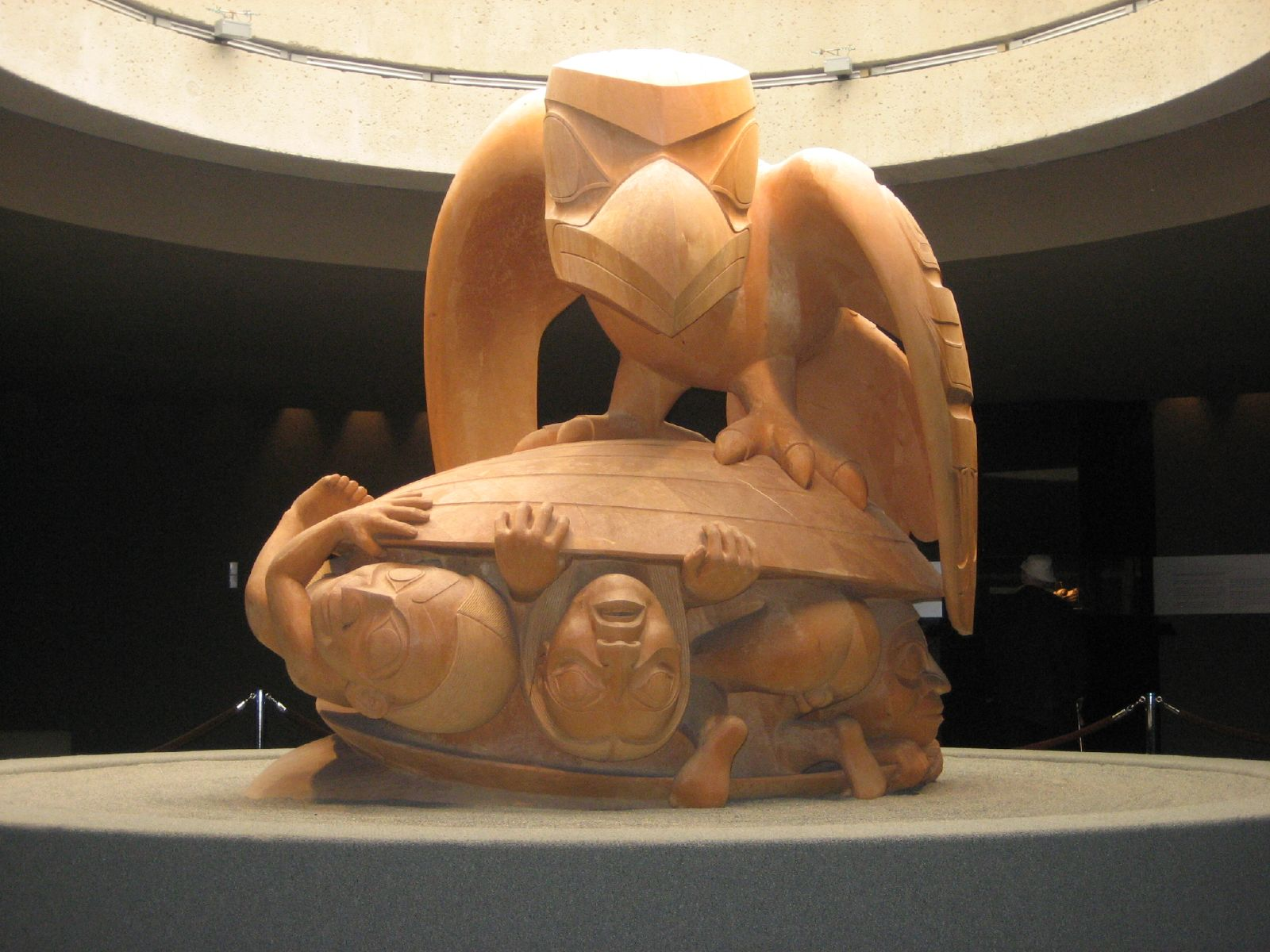
ワタリガラスと最初の人々（ブリティッシュコロンビア大学附属人類学博物館）

- トーテムポールとハイダ・ハウス（ブリティッシュコロンビア大学附属人類学博物館の外に展示）ダグラス・クランマーとの協同制作
ハイダ族の村の一部を再現するように建設された大型住居と、人々の遺体をおさめるための家（墓家）を中心として、これらの家の前部中央に家屋柱様式のトーテムポール、大型住居の内部に家柱（通常見ることはできない）が建てられ、さらに1本の記念柱、2本の墓棺柱が建てられた。住居の中央の家屋柱は長年の外部展示により老朽化したため、現在は博物館の屋内に展示され、その場には新しい『ビル・リードをたたえて』(Respect to Bill Reid) と呼ばれるジム・ハート制作のものが代わりに立てられている。また村に向かって一番右にあるハイダ族様式のトーテムポールはやはりジム・ハートの制作による新しい家屋柱で、ビル・リードとダグラス・クランマーが制作したものではない。
- ワタリガラスと最初の人々 (Raven and the First Men) 木彫（ブリティッシュ・コロンビア大学附属人類学博物館）
もともとは、ハイダ族の創世神話を約9センチメートルの小型の飾りとして彫刻されたものを、のちに大型の彫刻として拡大したもの。当初、この彫刻のためにレッド・シーダー（ベイスギ）の大木を探したが、芯まで完全な原木を見つけることができなかったため、アラスカヒノキ（イエロー・シーダー）の角材を合成して木塊を作り、それを彫刻した。
- トーテムポール（ハイダ・グワイ）
伝統的なハイダ族の住居デザインを基本に建てられたスキダゲット村評議会事務所の付属柱として建立されたもの。ビル・リードの母親の村はかつてトーテムポールが数多く立っていることで知られていたが、1970年代になるとわずか1本の記念柱が残るだけとなっていた。その記念柱も老朽化し、いつ倒れてもおかしくない状況であったのを悲しみ、リードの提案によって彫刻・建立された。

### ブロンズ彫刻

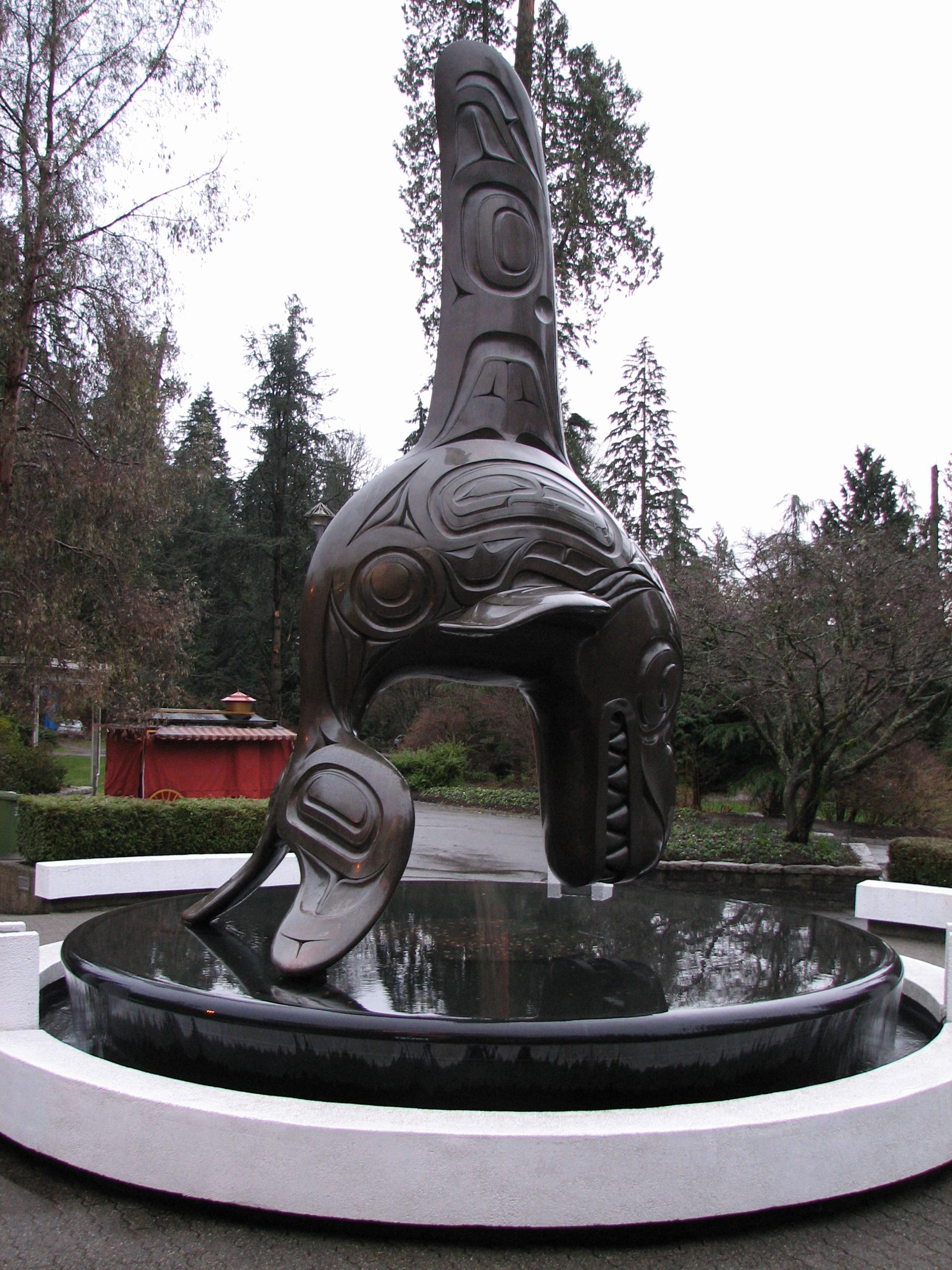
『海底世界のチーフ』(Chief of the Undersea World) ブロンズ彫刻（バンクーバー水族館）

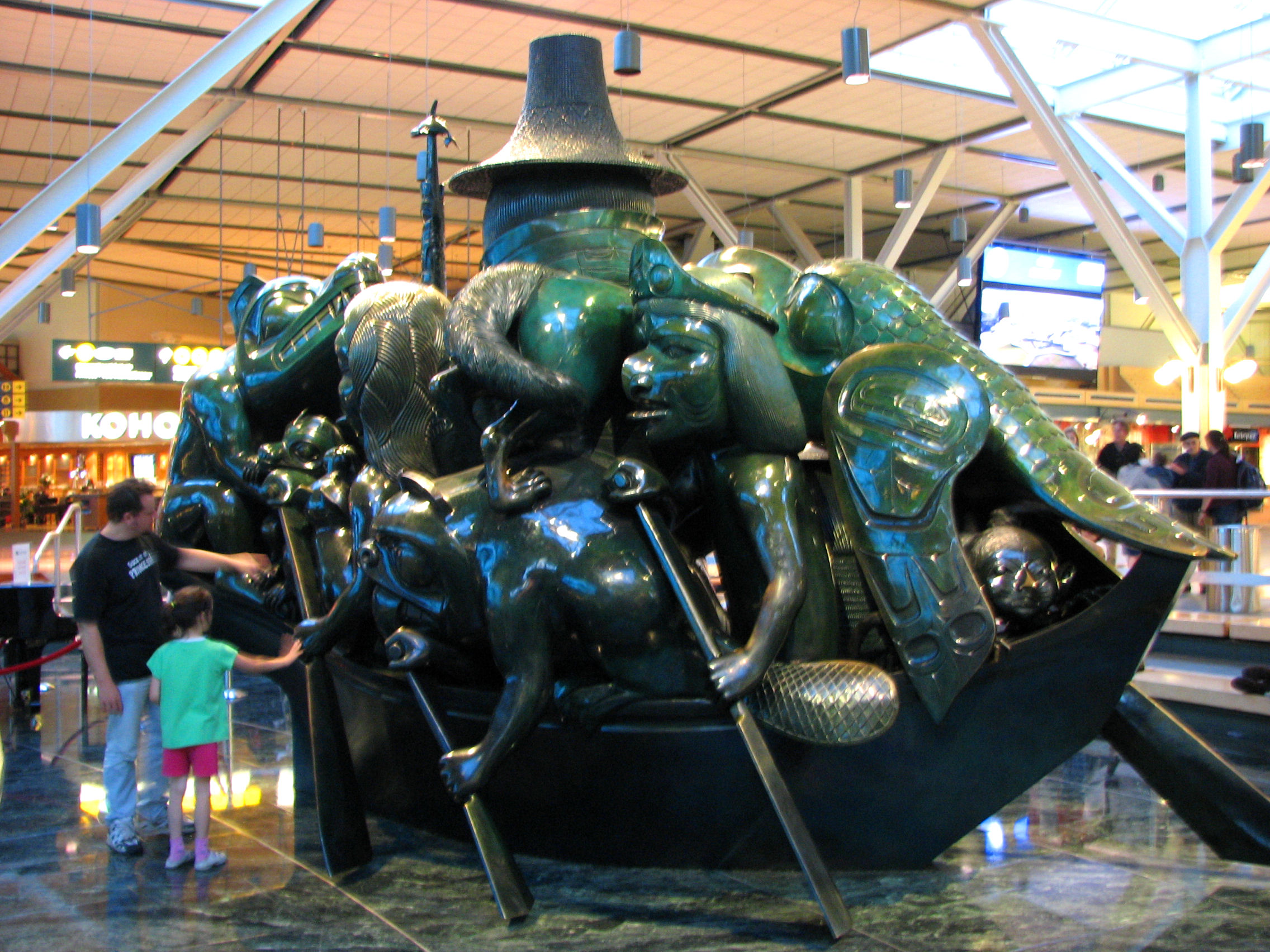
『ハイダ・グワイの精神、ジェード・カヌー』ブロンズ彫刻（バンクーバー国際空港）

- ハイダ・グワイの精神、ブラック・カヌー (The Spirit of Haida Gwaii, The Black Canoe) ブロンズ彫刻（アメリカ合衆国ワシントン特別区、カナダ大使館の外に展示）
新しいカナダ大使館をデザインした建築家アーサー・エリクソンの要請により、大使館の玄関を飾るための彫刻として用意された。
- ハイダ・グワイの精神、ジェード・カヌー (The Spirit of Haida Gwaii, The Jade Canoe) ブロンズ彫刻（バンクーバー国際空港、国際線出発ロビーに展示）
『ハイダ・グワイの精神、ブラック・カヌー』の原型をもとに、バンクーバー国際空港の注文により制作された同型のブロンズ像。ブリティッシュコロンビア州に多い硬玉（ジェード）をイメージして濃い緑色に塗られている。なお、ブリティッシュコロンビア州の原石はジェードと呼ばれているが、実際はネフライト（軟玉）である。

これらの2作品は同じ原型に基づく作品で、石膏製の原型はオタワ首都圏地区のガティノー市にあるカナダ歴史博物館に展示されている。
- 海底世界のチーフ (Chief of the Undersea World) ブロンズ彫刻（バンクーバー水族館）

## カナダ紙幣のデザイン
先代の20カナダドル紙幣の裏面は、ビル・リードの代表的な作品が使われていた。木彫からは『ワタリガラスと最初の人類』(Raven and the First Men) 、ブロンズ彫刻からは『ハイダ・グアイの精神』、そして平面デザイン（もともとは手持ちの太鼓の表面デザインで、のちにシルクスクリーンとして出版された）としては『ハイダ・ベア』、さらにブロンズによる壁飾り（フリーズ）『神話の伝達者』(Mythic Messengers) が見られる。
- カナダ銀行の紙幣についての案内（20カナダドル紙幣）